# فانا سوندا
فانا سوندا (بالإنجليزية: Vana-Sonda)‏ هي قرية تقع في إستونيا في مقاطعة إيدا فيرو. يقدر عدد سكانها بـ 15 نسمة .